# Pavel Koelikov
Pavel Koelikov (20 juni 1992) is een Russisch skeletonracer.

## Carrière
Koelikov maakte zijn wereldbekerdebuut in het seizoen 2014/15 waar hij aan twee wedstrijden meedeed en 26e werd in de eindstand. In die twee wedstrijden werd hij 11e en 10e. Het volgende seizoen werd hij 19e en nam aan 4 wedstrijden mee met een 6e plaats als beste resultaat. Na afwezigheid van een jaar nam hij in het seizoen 2017/18 opnieuw deel maar nam maar in een wedstrijd deel waar hij 12e werd.
Hij werd op het wereldkampioenschap 2015 dertiende, het jaar erop deed hij met een 12e plaats beter. In 2017 nam hij voor het laatst deel en werd dat jaar 14e.

## Resultaten

### Wereldkampioenschappen
| Jaar | Plaats     | Resultaat       |
| ---- | ---------- | --------------- |
| 2015 | Winterberg | 13e Individueel |
| 2016 | Igls       | 12e Individueel |
| 2017 | Königssee  | 14e Individueel |

### Wereldbeker
Eindklasseringen
| 2014/2015 | 26e |
| 2015/2016 | 19e |
| 2016/2017 | /   |
| 2017/2018 | 35e |